# Karl Baedeker (físico)
Karl Wilhelm Sali Baedeker (Leipzig, 3 de fevereiro de 1877 – próximo a Liège, 6 de agosto de 1914) foi um físico alemão, professor da Universidade de Jena. É reconhecido como descobridor da dopagem eletrônica de semicondutores.

## Vida
Filho do editor Fritz Baedeker, frequentou de 1886 a 1895 a Thomasschule zu Leipzig.
Após o Abitur Baedeker estudou química, matemática e física na Universidade de Genebra, na Universidade de Heidelberg, na Universidade de Munique e na Universidade de Göttingen. Obteve um doutorado em 1900 em Göttingen, orientado pelo mais tarde Nobel de Física Walther Nernst, com a tese Experimentaluntersuchung über die Dielektrizitätskonstante einiger Gase und Dämpfe in ihrer Abhängigkeit von der Temperatur.
Trabalhou depois com Otto Wiener em Leipzig. Foi durante oito semanas assistente de Wilhelm Wien na Universidade de Würzburgo e durante mais de dois anos segundo assistente de Walter König na  Universidade de Greifswald. Desde abril de 1905 trabalhou de novo em Leipzig.
Em 1907 casou com Katharina (Käthe), nascida Fielitz, natural de Greifswald. Tiveram dois filhos.
Obteve em 1907 a habilitação em física na Universidade de Jena com um trabalho com Theodor des Coudres na Universidade de Leipzig. Em 1910 foi professor extraordinário de física na Universidade de Jena.
Baedeker combateu como Oberleutnant da artilharia e Adjutant na Primeira Guerra Mundial. No avanço da 14. Brigada de Infantaria entre Fort Fléron e Fort Evegnée para atacar a cidade de Liège (batalha pelo Fort Fléron em Fléron 1914) foi morto aos 37 anos de idade ao lado do General Friedrich von Wussow e do coronel Alfred Gustav Krüger. Após diversos traslados está sepultado no Deutscher Soldatenfriedhof Vladslo em Vladslo, Bélgica (Block 9 Grab 1577).

## Ciência
Seus principais campos de trabalho foram baseados na físico-química, questões da condução elétrica em metais e termoeletricidade. Já em 1907 observou que a condutividade de iodeto de cobre (isoladores ou semicondutores) aumenta em várias ordens de grandeza, se por difusão molecular adicional iodo é introduzido no cristal. Ele também relatou sobre a boa condutividade elétrica de camadas transparentes (cor laranja-amarelo) de óxido de cádmio e, portanto, a primeira película condutora transparente. Observou no CuI uma constante de Hall positiva, no CdO uma negativa. Só mais tarde pode ser entendido que Cul é p-condutor e CdO n-condutor. Isto é reconhecido como a descoberta de buracos eletrônicos.

## Publicações selecionadas
- Experimentaluntersuchung über die Dielektrizitätskonstante einiger Gase und Dämpfe in ihrer Abhängigkeit von der Temperatur. W. Engelmann, Leipzig 1900. (= zugleich Dissertation, Universität Göttingen 1900)
- Über die elektrische Leitfähigkeit und die thermoelektrische Kraft einiger Schwermetallverbindungen. In: Annalen der Physik 327 (1907) 4, 749–766. doi:10.1002/andp.19073270409 (= zugleich Habilitationsschrift, Universität Jena 1907)
- Die elektrischen Erscheinungen in metallischen Leitern. F. Vieweg, Braunschweig 1911.